# 哈吉胸啄電鰻
哈吉胸啄電鰻，為輻鰭魚綱電鰻目線翎電鰻科的其中一種，為熱帶淡水魚，分布於南美洲秘魯淡水流域，體長可達24.9公分，棲息在底中層水域，生活習性不明。

## 扩展阅读
維基物種上的相關：哈吉胸啄電鰻